# 1052 (szám)
Az 1052 (római számmal: MLII) az 1051 és 1053 között található természetes szám.

## A szám a matematikában
A tízes számrendszerbeli 1052-es a kettes számrendszerben 10000011100, a nyolcas számrendszerben 2034, a tizenhatos számrendszerben 41C alakban írható fel.
Az 1052 páros szám, összetett szám. Kanonikus alakja 22 · 2631, normálalakban az 1,052 · 103 szorzattal írható fel. Hat osztója van a természetes számok halmazán, ezek növekvő sorrendben: 1, 2, 4, 263, 526 és 1052.
Az 1052 két szám valódiosztó-összegeként áll elő, közülük a kisebb a 2098.

## Csillagászat
- 1052 Belgica kisbolygó